# OGFOD3
OGFOD3 (англ. 2-oxoglutarate and iron dependent oxygenase domain containing 3) – білок, який кодується однойменним геном, розташованим у людей на 17-й хромосомі. Довжина поліпептидного ланцюга білка становить 319 амінокислот, а молекулярна маса — 35 646.
| 10         |  | 20         |  | 30         |  | 40         |  | 50         |
| ---------- |  | ---------- |  | ---------- |  | ---------- |  | ---------- |
| MAPQRRAATK |  | APEGNGAAER |  | RNRSSTKKDR |  | APREVQRLWQ |  | RPWLRTAGLG |
| AGFVLTALLL |  | WSSLGADDGV |  | AEVLARRGEV |  | VAGRFIEVPC |  | SEDYDSHRRF |
| EGCTPRKCGR |  | GVTDVVITRE |  | EAERIRSVAE |  | KGLSLGGSDG |  | GASILDLHSG |
| ALSVGKHFVN |  | LYRYFGDKIQ |  | NIFSEEDFRL |  | YREVRQKVQL |  | TIAEAFGISA |
| SSLHLTKPTF |  | FSRINSTEAR |  | TAHDEYWHAH |  | VDKVTYGSFD |  | YTSLLYLSNY |
| LEDFGGGRFM |  | FMEEGANKTV |  | EPRAGRVSFF |  | TSGSENLHRV |  | EKVHWGTRYA |
| ITIAFSCNPD |  | HGIEDPAFP  |  |            |  |            |  |            |

A: Аланін

C: Цистеїн

D: Аспарагінова кислота

E: Глутамінова кислота

F: Фенілаланін

G: Гліцин

H: Гістидин

I: Ізолейцин

K: Лізин

L: Лейцин

M: Метіонін

N: Аспарагін

P: Пролін

Q: Глутамін

R: Аргінін

S: Серин

T: Треонін

V: Валін

W: Триптофан

Кодований геном білок за функцією належить до оксидоредуктаз. 
Задіяний у такому біологічному процесі, як альтернативний сплайсинг. 
Білок має сайт для зв'язування з іонами металів, іоном заліза. 
Локалізований у мембрані.